# PMM2
PMM2 (англ. Phosphomannomutase 2) – білок, який кодується однойменним геном, розташованим у людей на короткому плечі 16-ї хромосоми. Довжина поліпептидного ланцюга білка становить 246 амінокислот, а молекулярна маса — 28 082.
| 10         |  | 20         |  | 30         |  | 40         |  | 50         |
| ---------- |  | ---------- |  | ---------- |  | ---------- |  | ---------- |
| MAAPGPALCL |  | FDVDGTLTAP |  | RQKITKEMDD |  | FLQKLRQKIK |  | IGVVGGSDFE |
| KVQEQLGNDV |  | VEKYDYVFPE |  | NGLVAYKDGK |  | LLCRQNIQSH |  | LGEALIQDLI |
| NYCLSYIAKI |  | KLPKKRGTFI |  | EFRNGMLNVS |  | PIGRSCSQEE |  | RIEFYELDKK |
| ENIRQKFVAD |  | LRKEFAGKGL |  | TFSIGGQISF |  | DVFPDGWDKR |  | YCLRHVENDG |
| YKTIYFFGDK |  | TMPGGNDHEI |  | FTDPRTMGYS |  | VTAPEDTRRI |  | CELLFS     |

A: Аланін

C: Цистеїн

D: Аспарагінова кислота

E: Глутамінова кислота

F: Фенілаланін

G: Гліцин

H: Гістидин

I: Ізолейцин

K: Лізин

L: Лейцин

M: Метіонін

N: Аспарагін

P: Пролін

Q: Глутамін

R: Аргінін

S: Серин

T: Треонін

V: Валін

W: Триптофан

Кодований геном білок за функцією належить до ізомераз. 
Задіяний у таких біологічних процесах, як ацетилювання, альтернативний сплайсинг. 
Локалізований у цитоплазмі.